# Leptoconops chilensis
Leptoconops chilensis är en tvåvingeart som beskrevs av Oswaldo Paulo Forattini 1958. Leptoconops chilensis ingår i släktet Leptoconops och familjen svidknott. Inga underarter finns listade i Catalogue of Life.